# Londyn Wewnętrzny
Londyn Wewnętrzny (ang. Inner London) – grupa dzielnic Londynu będąca częścią Wielkiego Londynu (ang. Greater London) i otoczona dzielnicami Londynu Zewnętrznego (ang. Outer London). Obszar ten został oficjalnie wyznaczony w roku 1965 i od tego czasu kilkakrotnie zmieniał się między innymi na potrzeby statystyczne.

## Podział według ILEA

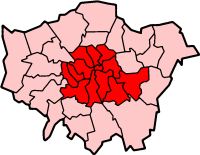
Londyn Wewnętrzny według ILEA

Według organizacji ILEA decyzją z roku 1965 na Londyn Wewnętrzny składają się następujące dzielnice, które wcześniej znajdowały się na terenie hrabstwa County of London:
- Camden
- Greenwich
- Hackney
- Hammersmith and Fulham
- Islington
- Kensington and Chelsea
- Lambeth
- Lewisham
- Southwark
- Tower Hamlets
- Wandsworth
- Westminster

City of London nie było częścią hrabstwa County of London i nie jest oficjalnie uznawany za gminę Londynu (London borough), bywa jednak zaliczany do Londynu Wewnętrznego.